# Let's Twist Again
„Let's Twist Again“ je singl amerického rock'n'rollového zpěváka Chubbyho Checkera z roku 1961, jehož autory byli Kal Mann a Dave Appell. Patřil mezi největší hity roku 1961, přičemž v britské hitparádě dosáhl 2. místa a v americké Billboard Hot 100 celkem 8. místa. V roce 1962 byl oceněn Grammy Award v kategorii Nejlepší rock and rollová nahrávka (Best Rock & Roll Recording).
česká coververze
Pod názvem „Jsi známý grafoman“ s textem Michala Bukoviče ji v roce 1983 nazpívala Eva Pilarová